# Uitgesloten
Uitgesloten is een Nederlandse film uit 2000, die werd uitgebracht als Telefilm. De film is gebaseerd op het boek Uitgesloten van Paolo van Vliet. De film verschaft een blik in het doen en laten binnen de gemeenschap van Jehova's getuigen.

## Verhaal
Jonathan is een Jehova's getuige, die langs huizen trekt om het woord te verkondigen. Hij twijfelt echter ook weleens over zijn geloof, zeker nadat hij Marjan tegenkomt die een krakersbestaan leidt, en krijgt een voorliefde voor ska-muziek. Naarmate hij steeds meer in dat andere wereldje komt, leidt hij een dubbelleven. Ze worden verliefd en bedrijven de liefde, wat bij Jehova's getuigen absoluut niet is toegestaan (alleen tijdens het huwelijk). Nadat dit bekend is bij de gemeenschap, wordt hij uitgesloten.

## Rolverdeling
| Acteur            | Personage        |
| ----------------- | ---------------- |
| Egbert-Jan Weeber | Jonathan         |
| Michiel Huisman   | Coen             |
| Nadja Hüpscher    | Marjan           |
| Mads Wittermans   | Rob              |
| Medi Broekman     | Annemiek         |
| Marcel Hensema    | Broeder Versteeg |
| Elsie de Brauw    | Moeder Jonathan  |
| Anne Buurma       | Vader Jonathan   |